# Campeonato Mundial de Natação em Piscina Curta de 2014 - 200 m borboleta masculino
A prova dos 200 metros nado borboleta masculino do Campeonato Mundial de Natação em Piscina Curta de 2014 foi disputado em 7 de dezembro no Centro Aquático Aspire Sports Complex em Doha.

## Recordes
Antes desta competição, os recordes mundiais e do campeonato nesta prova eram os seguintes:
|    | Nome          | Nacionalidade | Tempo   | Local     | Data                   |
| -- | ------------- | ------------- | ------- | --------- | ---------------------- |
| WR | Chad le Clos  | África do Sul | 1:48.56 | Singapura | 5 de novembro de 2013  |
| CR | Kazuya Kaneda | Japão         | 1:51.01 | Istambul  | 16 de dezembro de 2012 |

Os seguintes recordes foram estabelecidos durante a competição:
| Data          | Prova    | Nome         | Nacionalidade | Tempo   | Recorde |
| ------------- | -------- | ------------ | ------------- | ------- | ------- |
| 7 de dezembro | Baterias | Daiya Seto   | Japão         | 1:50.82 | CR      |
| 7 de dezembro | Final    | Chad le Clos | África do Sul | 1:48.61 | CR      |

## Medalhistas
| Ouro               | Prata            | Bronze                   |
| Chad le Clos (RSA) | Daiya Seto (JPN) | Paweł Korzeniowski (POL) |

## Resultados

### Eliminatórias
As eliminatórias ocorreram dia 7 de dezembro.
| Colocação | Bateria | Raia | Nome                | Nacionalidade        | Tempo   | Notas |
| --------- | ------- | ---- | ------------------- | -------------------- | ------- | ----- |
| 1         | 6       | 4    | Daiya Seto          | Japão                | 1:50.82 | Q, CR |
| 2         | 6       | 5    | Paweł Korzeniowski  | Polónia              | 1:51.24 | Q     |
| 3         | 5       | 4    | Chad le Clos        | África do Sul        | 1:51.37 | Q     |
| 4         | 5       | 3    | Viktor Bromer       | Dinamarca            | 1:51.81 | Q     |
| 5         | 6       | 6    | Grant Irvine        | Austrália            | 1:52.12 | Q     |
| 6         | 4       | 4    | Tom Shields         | Estados Unidos       | 1:52.64 | Q     |
| 7         | 6       | 3    | Aleksandr Kudashev  | Rússia               | 1:52.66 | Q     |
| 8         | 4       | 5    | Nikolay Skvortsov   | Rússia               | 1:52.67 | Q     |
| 9         | 4       | 7    | Sebastien Rousseau  | África do Sul        | 1:52.97 |       |
| 10        | 5       | 2    | Lucas Salatta       | Brasil               | 1:53.08 |       |
| 11        | 4       | 8    | Louis Croenen       | Bélgica              | 1:53.13 |       |
| 12        | 4       | 6    | Bence Biczó         | Hungria              | 1:53.17 |       |
| 13        | 6       | 2    | Tyler Clary         | Estados Unidos       | 1:53.39 |       |
| 14        | 4       | 2    | Markus Gierke       | Alemanha             | 1:53.72 |       |
| 15        | 5       | 6    | Michał Poprawa      | Polónia              | 1:53.89 |       |
| 16        | 5       | 8    | Diogo Carvalho      | Portugal             | 1:54.43 |       |
| 17        | 6       | 0    | Jan Šefl            | Chéquia              | 1:54.45 |       |
| 18        | 5       | 7    | David Verrasztó     | Hungria              | 1:54.55 |       |
| 18        | 5       | 0    | Robert Žbogar       | Eslovênia            | 1:54.55 |       |
| 20        | 4       | 0    | Andreas Vazaios     | Grécia               | 1:54.58 |       |
| 21        | 5       | 5    | Velimir Stjepanović | Sérvia               | 1:54.63 |       |
| 22        | 4       | 1    | David Morgan        | Austrália            | 1:54.72 |       |
| 23        | 5       | 1    | Alexander Kunert    | Alemanha             | 1:54.92 |       |
| 24        | 6       | 7    | Wang Pudong         | China                | 1:54.99 |       |
| 25        | 3       | 3    | Alexandru Coci      | Roménia              | 1:55.41 |       |
| 26        | 6       | 1    | Matteo Pelizzari    | Itália               | 1:55.97 |       |
| 27        | 5       | 9    | Andrés Montoya      | Colômbia             | 1:56.12 |       |
| 28        | 4       | 9    | Pavel Janeček       | Chéquia              | 1:56.27 |       |
| 29        | 6       | 9    | Sindri Jakobsson    | Noruega              | 1:56.82 |       |
| 30        | 6       | 8    | Gal Nevo            | Israel               | 1:57.11 |       |
| 31        | 1       | 6    | Guy Barnea          | Israel               | 1:58.06 |       |
| 32        | 3       | 9    | Gabriel Ogawa       | Brasil               | 1:58.57 |       |
| 33        | 3       | 4    | Xiao Lei            | China                | 1:58.77 |       |
| 34        | 3       | 6    | Teimuraz Kobakhidze | Geórgia              | 1:59.46 |       |
| 35        | 3       | 5    | Max Abreu           | Paraguai             | 1:59.65 |       |
| 36        | 3       | 8    | Jessie Lacuna       | Filipinas            | 1:59.89 |       |
| 37        | 2       | 0    | Ngọc Huỳnh Nguyễn   | Vietname             | 2:00.46 |       |
| 38        | 3       | 7    | Marko Blaževski     | Macedônia do Norte   | 2:00.61 |       |
| 39        | 2       | 5    | Ensar Hajder        | Bósnia e Herzegovina | 2:01.42 |       |
| 40        | 3       | 2    | Joaquin Sepulveda   | Chile                | 2:02.10 |       |
| 41        | 3       | 0    | Daniel Pálsson      | Islândia             | 2:02.94 |       |
| 42        | 3       | 1    | Jean Monteagudo     | Peru                 | 2:03.48 |       |
| 43        | 2       | 7    | Aldo Castillo       | Bolívia              | 2:05.47 |       |
| 44        | 2       | 2    | Matthew Courtis     | Barbados             | 2:05.91 |       |
| 45        | 2       | 6    | Jeremy Lim          | Filipinas            | 2:06.87 |       |
| 46        | 2       | 4    | Ali Ashkanani       | Kuwait               | 2:08.23 |       |
| 47        | 2       | 1    | Arian Oliaei        | Irão                 | 2:08.75 |       |
| 48        | 2       | 3    | Said Saber          | Marrocos             | 2:08.79 |       |
| 49        | 2       | 8    | Franci Aleksi       | Albânia              | 2:12.90 |       |
| 50        | 1       | 3    | Miguel Mena         | Nicarágua            | 2:17.81 |       |
| 51        | 1       | 5    | Binald Mahmuti      | Albânia              | 2:18.41 |       |
| 52        | 2       | 9    | Yacop Al-Khulaifi   | Catar                | 2:19.22 |       |
| —         | 1       | 4    | Noah Mascoll-Gomes  | Antígua e Barbuda    |         | DNS   |
| —         | 4       | 3    | Masato Sakai        | Japão                |         | DSQ   |

### Final
A final teve sua disputa realizada em 7 de dezembro.
| Colocação         | Raia | Nome               | Nacionalidade  | Tempo   | Notas |
| ----------------- | ---- | ------------------ | -------------- | ------- | ----- |
| Medalha de ouro   | 3    | Chad le Clos       | África do Sul  | 1:48.61 | CR    |
| Medalha de prata  | 4    | Daiya Seto         | Japão          | 1:48.92 | AS    |
| Medalha de bronze | 5    | Paweł Korzeniowski | Polónia        | 1:50.21 |       |
| 4                 | 7    | Tom Shields        | Estados Unidos | 1:50.68 |       |
| 5                 | 6    | Viktor Bromer      | Dinamarca      | 1:52.13 |       |
| 6                 | 1    | Aleksandr Kudashev | Rússia         | 1:52.17 |       |
| 7                 | 8    | Nikolay Skvortsov  | Rússia         | 1:52.52 |       |
| 8                 | 2    | Grant Irvine       | Austrália      | 1:52.69 |       |

Legenda
| Recorde mundial       | Recorde mundial (World record)               |                       | Recorde africano                      | Recorde africano (African) |                                           | Q | Classificado por posição (Qualified) |
| Recorde do campeonato | Recorde do campeonato (Championship record)  | Recorde da América    | Recorde da América (Americas)         | q                          | Classificado por melhor tempo (Qualified) |   |                                      |
| Melhor marca do ano   | Melhor marca do ano (World leading)          | Recorde asiático      | Recorde asiático (Asian)              | DNS                        | Não largou (Did not start)                |   |                                      |
| Recorde nacional      | Recorde nacional (National record)           | Recorde europeu       | Recorde europeu (European)            | DNF                        | Não terminou (Did not finish)             |   |                                      |
| Recorde pessoal       | Recorde pessoal do atleta (Personal best)    | Recorde da Oceania    | Recorde da Oceania (Oceania)          | DSQ / DQ                   | Desclassificado (Disqualified)            |   |                                      |
| Recorde da temporada  | Recorde da temporada do atleta (Season best) | Recorde sul-americano | Recorde sul-americano (South America) | NM                         | Sem marca (No mark)                       |   |                                      |